# Ada Bojana
Ada Bojana, peščeni otok v Črni gori na izlivu reke Bojane v Jadransko morje.
V bližini albanske meje med dvema krakoma reke Bojane leži 4,9 km² velik rečni otok Ada Bojana, ki je nastal sredi 19. stoletja, ko je tu na plitvini nasedla ladja Merito iz Trogirja. Okoli nasedle ladje se je pričel nabirati nanos rečnega peska tako, da je postopoma nastal skupaj s še dvema prejšnjima otočkoma nov otok. Novonastali otok z dveh strani omejuje reka Bojana, s tretje strani pa peščena obala Jadranskega morja. Otok je poraščen s sredozemskimi in subtropskimi rastlinami.